# Porąbka (gmina)
Porąbka est une gmina rurale du powiat de Bielsko-Biała, Silésie, dans le sud de la Pologne. Son siège est le village de Porąbka, qui se situe environ 11 km à l'est de Bielsko-Biała et 51 km au sud de la capitale régionale Katowice.
La gmina couvre une superficie de 64,59 km2 pour une population de 14 703 habitants.

## Géographie
La gmina inclut les villages de Bujaków, Czaniec, Kobiernice et Porąbka.
La gmina borde les gminy de Andrychów, Czernichów, Kęty, Kozy et Łękawica.